# Hrobka rodiny Alberta Förstera
Hrobka rodiny Alberta Förstera se nachází na hřbitově ve Zlatých Horách v okrese Jeseník. Ministerstvem kultury České republiky byla v roce 1994 prohlášena kulturní památkou ČR. Kulturní památku tvoří soubor dvou hrobek rodiny Försterů.

## Historie
Albert Förster (1832–1908) byl významný podnikatel ve Zlatých Horách v oboru kamenictví. Po vyučení se kameníkem v Opavě byl v roce 1851 odveden k vojsku. Po 16 letech služby se vrátil do Zlatých Hor, kde v roce 1867 založil kamenickou firmu. Svou odbornou a obchodní zdatností vybudoval jeden z největších kamenických podniků v habsburské monarchii. V době největší prosperity zaměstnával několik set dělníků, provozoval brusírny ve Zlatých Horách, Mikulovicích, Ondřejovicích, Žulové, vlastnil lomy v Žulové, Ondřejovicích, Supíkovicíh, Vápenné, Skorošicích aj. Vyráběl široký sortiment výrobků z žuly a mramoru. Vlastnil lomy a dílny nejen na jesenicku, ale i v italské Carraře. Výrobky ze slezské žuly byly dodávány nejen do Rakouska-Uherska, ale i do Anglie a Ameriky. V roce 1886 založil v Žulové odbornou kamenickou školu. V roce 1901 za rozvoj kamenického průmyslu obdržel od císaře titul dvorní kamenický mistr.
V roce 1924 vytvořil pro jeho rodinu hrobku akademický sochař Engelbert Kaps (1867–1975). V roce 1997 proběhla restaurace hrobky.

## Popis
Hrobka je pravoúhlá stavba v podobě řeckého chrámu s portikem na půdoryse dvou spojených obdélníků. Měděnou střechu nese šest sloupů z černého kamene. Motiv sloupů se opakuje v podobě pilastrů na zadní stěně, ve které je vsazen reliéf z bílého supíkovického mramoru Snímání z kříže. Ve střeše je obdélníkový světlík, kterým dopadá denní světlo na reliéf. Portikus podepírají karyatidy z bruntálského tufu, které stojí na krychlových podstavcích zdobených palmetami. Celá stavba stojí na trojstupňovém žulovém postamentu. Na bočních polích jsou jména zemřelých.